# Arashiyama
Arashiyama (japonès: 嵐山) és el nom d'una muntanya i, per extensió, d'una zona de l'oest de la ciutat de Kyoto, al Japó. Es troba al nord del districte d'Ukyō i al sud de Nishikyō. La zona està dominada per la muntanya que li dona nom i s'estén al voltant de la riba del riu Katsura (japonès: 桂川, Katsura-gawa), que és conegut a aquest punt com a riu Hozu (保津川, Hozugawa).
Des de fa segles, Arashiyama és coneguda com una àrea recreacional de la noblesa japonesa, que hi va impulsar la construcció de diversos temples budistes. En temps més recents, ha esdevingut una atracció turística de la ciutat, principalment pels sakura que floreixen en primavera al voltant de la zona del pont de Togetsukyō.
Arashiyama, a nivell nacional, va ser designat com un lloc històric i de remarcable bellesa escènica.

## Llocs turístics destacats
Algunes de les atraccions d'Arashiyama són:
- El bosc de bambú d'Arashiyama
- El Tenryū-ji, el principal temple de la branca Rinzai del budisme zen.
- El Togetsukyō, el pont sobre el riu Hozu, pintat per artistes famosos al llarg dels segles.
- El parc Iwatayama Monkey Park on viuen més de cent micos salvatges.
- La tomba dels cortesans Heike Kogo de Sagano.

Una de les activitats més conegudes és fer la baixada del riu Katsura en barca des de la ciutat de Kameoka fins a Arashiyama. Aquesta baixada pels ràpids del riu Hozu (un altre nom pel mateix riu) en un vaixell tradicional de fusta (Hozugawa kuntaro), és una activitat que es practica des de fa més de cinc-cents anys. El descens, Plantilla:Unit, dura dues hores, des de l'estació de Kameoka fins al pont de Togetsu. Des d'Arashiyama es pot anar a Kameoka fent servir un tren turístic.
Des del centre de Kyoto es pot arribar a Arashiyama amb autobús, amb el tramvia municipal Keifuku i amb tren (Hankyu o JR).

## Togetsukyō

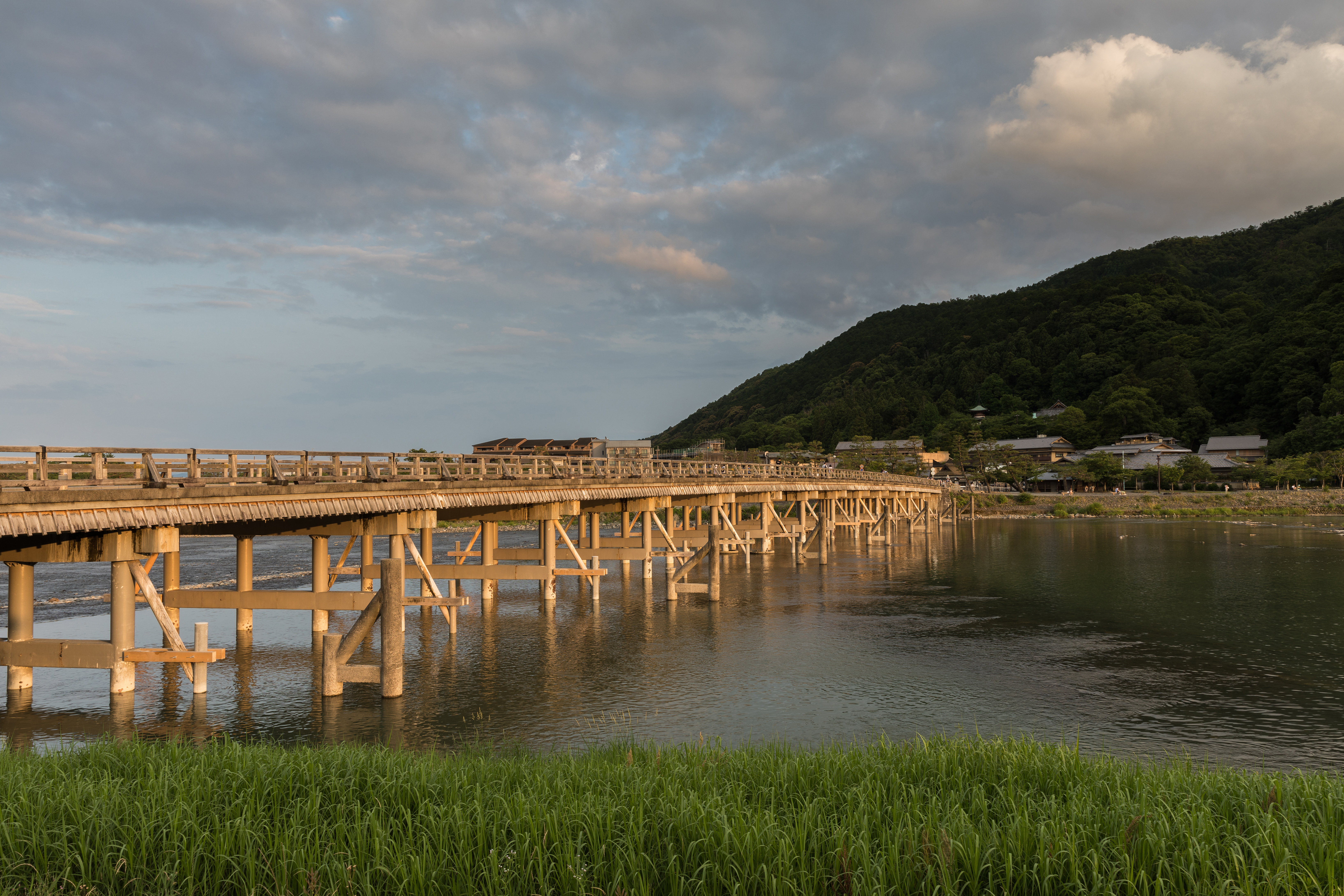
Togetsukyo

Togetsukyō (渡月橋) és un pont que creua el riu. És el tema d'una de les impressions d'ukiyo-e Vistes famoses de les seixanta-tantes províncies. Els japonesos van utilitzar principalment formigó el 1934 per reconstruir el pont Togetsukyo, a diferència de la versió original de fusta destruïda del pont de 836.
El riu té tres noms diferents que denoten els trams superior, mitjà i inferior. Es diu riu Oigawa al curs superior, riu Hozugawa al curs mitjà i riu Katsuragawa al curs inferior.